# Kragenente
Die Kragenente (Histrionicus histrionicus) ist ein Vogel in der Familie der Entenvögel. Der wissenschaftliche Name histrio kommt aus dem Lateinischen und bedeutet Schauspieler. Er leitet sich von der ungewöhnlich bunten Färbung des Erpels im Prachtkleid ab, das entfernt an das Kleid eines Harlekins erinnert. Die Kragenente ist lückig zirkumpolar vertreten und die kleinste in Europa vorkommende Entenart aus der Tribus Mergini. Ihr europäisches Verbreitungsgebiet ist allerdings auf Island beschränkt, wo sie besonders häufig am Myvatnsee brütet.
Die Kragenente ist in Mitteleuropa ein äußerst seltener Irrgast. In den Niederlanden wurde ein Weibchen 1982/83 beobachtet, an der schleswig-holsteinischen Küste gibt es eine Beobachtung für das Jahr 1980. In den letzten Jahrzehnten gibt es gelegentlich jedoch auch Gefangenschaftsflüchtlinge, so dass die Statuseinschätzung von Freilandbeobachtungen zunehmend schwieriger wird.

## Erscheinungsbild
Die Kragenente ist eine kleine, kompakt gebaute Ente. Ihre Körperlänge beträgt zwischen 38 und 45 Zentimetern. Die Flügelspannweite beträgt 60 bis 70 Zentimeter. Kragenenten wiegen zwischen 550 und 750 Gramm. Kennzeichnend für die Art ist ein kleiner, kurzer Schnabel, eine hohe Stirn, ein rundlicher Kopf, ein dicker und kurz wirkender Hals sowie der keilförmig zugespitzte Schwanz. Jonathan Alderfer bezeichnet den Körperbau als so charakteristisch, dass die Ente bereits daran erkennbar ist. Während die Erpel auch auf Grund ihres Gefieders unverwechselbar sind, weisen die Weibchen eine Ähnlichkeit mit den Weibchen der Samtente auf. Diese sind jedoch insgesamt dunkler und deutlich größer.

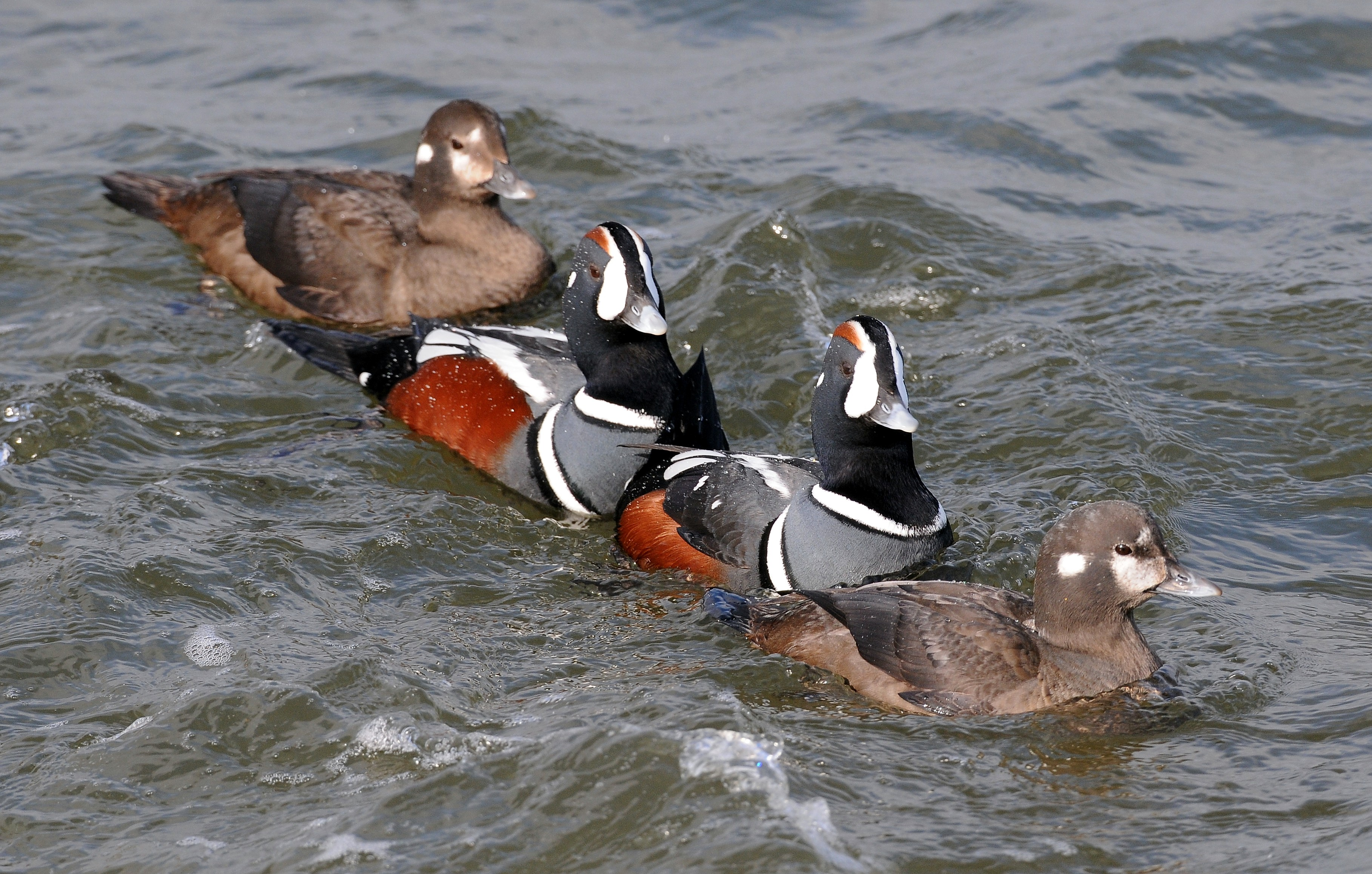
Ein Trupp Kragenenten, bei der vorderen und der hinteren Ente handelt es sich jeweils um ein Weibchen

Die Männchen der Kragenente haben im Prachtkleid ein auffällig blauschwarz gefärbtes Gefieder. Die Flanken sind rötlich kastanienbraun. Auffallend sind der weiße Farbfleck vor den Augen, ein halbmondförmiger weißer Fleck hinter dem Ohr sowie ein weißes Längsband am hinteren Hals. Im Ruhekleid ist das Körpergefieder des Männchens überwiegend graubraun, weist aber immer noch die charakteristische weiße Kopffärbung auf. Männchen im ersten Lebensjahr tragen bereits die Färbung der adulten Männchen, sind aber insgesamt weniger farbkräftig.
Die Weibchen haben ein dunkelbraunes Körpergefieder. Der Bauch ist hell. Wie die Männchen haben sie weiße Farbmarkierungen am Kopf. Diese sind jedoch nicht so deutlich abgegrenzt wie beim Männchen. Am auffälligsten ist der weiße Farbfleck hinter dem Ohr.
Im Flug ist die Kragenente an ihrem kleinen Kopf und der steilen Stirn sowie an ihrem langen Schwanz erkennbar. Die Flügel wirken bei beiden Geschlechtern sehr dunkel. Der helle Bauch des Weibchens ist im Flugbild meist nicht gut sichtbar. Ihr Flug ist sehr schnell und meist fliegen sie dicht über dem Wasser. Gewöhnlich kann man sie in kleinen Trupps beobachten.

## Stimme
Die Stimme der Kragenente ist sehr hoch. Die hohen und quietschenden Pfiffe, die an die Quietschlaute kämpfender Mäuse erinnern, sind überwiegend während der Balz zu hören. Das Männchen pfeift in dieser Zeit wiiah wii-ah. Die Rufe des Männchens sind staccato-förmig und erinnern an die Rufe der Zwergseeschwalbe. Fliegende Trupps rufen ein dicht gereihtes gü gü gü ...., das durchdringend ist.

## Verbreitung
Diese Art kommt hauptsächlich in den nördlichen Regionen von Asien und Amerika vor. Das Brutgebiet erstreckt sich von der Westküste Grönlands in östlicher Richtung bis zur Baffininsel. Es reicht von dort aus quer über Labrador bis nach Maine sowie von Alaska nach Mackenzie und  im Süden über die Rocky Mountains bis nach Idaho. In Asien reichen die Brutgebiete von Ostsibirien bis nach Kamtschatka und Südjapan und erreichen auch den Baikalsee. Das einzige europäische Brutgebiet ist Island. Besonders zahlreich sind sie am Fluss Laxa, der dem Myvatnsee auf Island entspringt.
Als Lebensraum bevorzugen Kragenenten schnell fließende Gewässer mit einem reichhaltigen Angebot an Wasserinsekten. Sie halten sich häufig in der Nähe von Wasserfällen auf. Während des Winterhalbjahres ziehen sie an eine nahe gelegene Küste. Die ostsibirischen Kragenenten ziehen dabei häufig besonders weit, weil die Binnengewässer, an denen sie im Sommer brüten, während des Winterhalbjahres alle vereisen. Zu ihren Überwinterungsgebieten zählt die Pazifikküste von Kamtschatka bis Südjapan und Korea. Die in Nordamerika brütenden Kragenenten verbringen die Wintermonate in den Küstenabschnitten zwischen den Aleuten und Südkalifornien beziehungsweise im Bundesstaat New York an der Ostküste Nordamerikas. Auch während des Winterhalbjahres halten sie sich bevorzugt in stark bewegtem Wasser auf und finden sich häufig an Felsenküsten.

## Lebensweise
Im Winter ziehen Kragenenten nur kurze Stecken zu den Küsten des Atlantiks oder des Stillen Ozeans. In Kontinentaleuropa ist dieser Vogel nur selten anzutreffen.
Kragenenten tauchen nach ihrer Nahrung, die aus Krebs- und Weichtieren sowie Insekten besteht. Tauchgänge gehen bis zu einer Tiefe von drei bis vier Metern. Kragenenten bleiben zwischen 15 und 25 Sekunden unter Wasser.
Die Kragenente ist stellenweise noch häufig, wenn auch die Bestände insgesamt zurückgehen. Die Populationen, die an der pazifischen Küste brüten, sind deutlich größer als die an der atlantischen Küste.

## Fortpflanzung

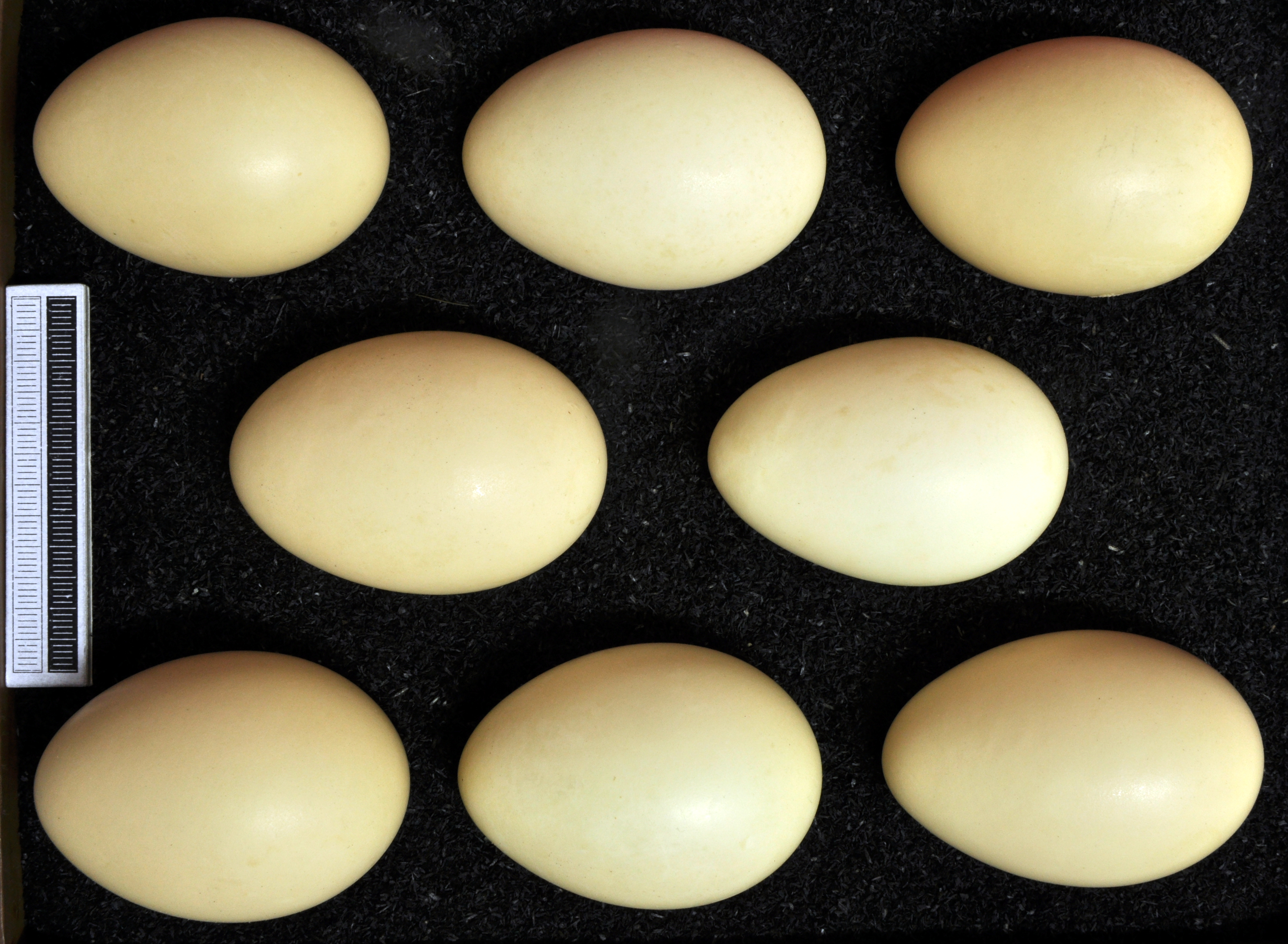
Gelege, Sammlung Museum Wiesbaden

Die Brutzeit der Kragenente fällt in den Zeitraum von Mitte Mai bis Anfang Juli. Die meisten Kragenenten beginnen ab Mitte Juni mit der Brut. Sie ziehen nur ein Gelege pro Jahr groß.
Die Kragenente brütet bevorzugt an sehr schnell fließenden Flüssen. Auf geeigneten Flussinseln finden sich gelegentlich lockere Brutkolonien. Das Nest wird am Boden errichtet und ist meist im Zwergstrauchdickicht verborgen. Die Mulde ist mit wenig Pflanzenmaterial, ein paar Daunen und Federn ausgekleidet. Die verwendeten Daunen sind hellbraun mit einem hellen Zentrum. Das Vollgelege besteht normalerweise aus sechs bis acht Eiern. Gelegentlich kommen auch Gelege mit neun Eiern vor. Die Eier sind elliptisch bis spindelförmig. Sie haben eine glatte Schale, die leicht glänzt. Sie sind rahmfarben bis blässlich bräunlichgelb und messen 58,3 × 42 Millimeter.
Es brütet allein das Weibchen. Die Inkubationszeit beträgt 27 bis 33 Tage. Die Küken werden nur vom Weibchen geführt, auch wenn sich das Männchen zu Beginn der Brutzeit noch in Nestnähe aufhielt. Nach etwa 40 Tagen sind die Jungen flügge.

## Bestand

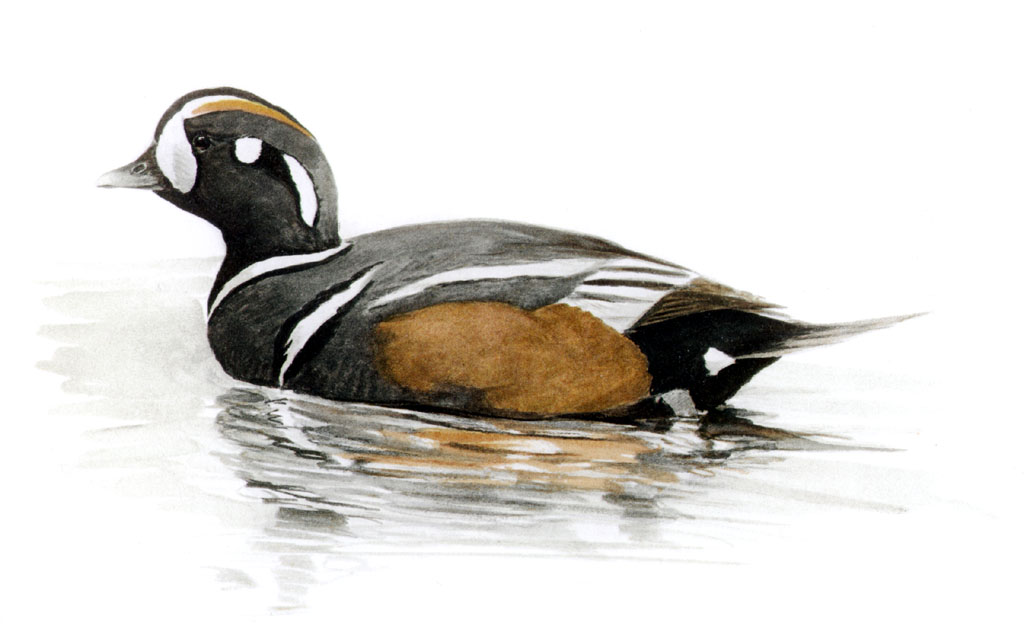

Der weltweite Gesamtbestand wird auf mehr als 270.000 Individuen geschätzt. In Grönland und Island gibt es einen Bestand von 4.000 bis 10.000 Brutpaaren. Der europäische Winterbestand beträgt 22.000 bis 31.000 Individuen. Die IUCN stuft die Kragenente als ungefährdet (least concern) ein, da das Verbreitungsgebiet dieser Entenart sehr groß ist und die Populationszahlen in den letzten Jahren zugenommen haben.
Wie viele andere Seevögel ist auch der Bestand der Kragenenten durch Ölunfälle bedroht. Das Unglück der Exxon Valdez, das 1989 zu einer Ölpest vor der Küste Alaskas führte, löschte die Population der Kragenenten im Prinz-William-Sund nahezu vollständig aus.

## Belege